# Vitantonio Liuzzi
Vitantonio Liuzzi, detto Tonio (Locorotondo, 6 agosto 1980) è un ex pilota automobilistico italiano, attivo in Formula 1 dal 2005 al 2007 e dal 2009 al 2011.

## Biografia
Nato a Locorotondo, nella città metropolitana di Bari, ha però trascorso gran parte della sua vita a Pescara, diventando un idolo locale e rappresentante dello sport abruzzese. Liuzzi fu infatti invitato e presenziò alla "Festa dello sport abruzzese" che si tenne a Pescara il 1º agosto 2006 per celebrare i calciatori abruzzesi Fabio Grosso e Massimo Oddo, vincitori del Mondiale di calcio conclusosi poche settimane prima in Germania.

## Carriera

### Gli esordi
Liuzzi cominciò a correre nel 1991 sui kart dove due anni dopo vinse il campionato italiano. Nel 1995 arrivarono il secondo posto nel campionato mondiale di kart e il quinto posto in quello europeo. Nel 2001, poi Liuzzi vinse il campionato mondiale di kart, battendo fra gli altri anche l'allora campione del mondo di Formula 1 Michael Schumacher, il quale si era concesso una tantum per cercare di vincere il titolo di karting, in quanto la gara si disputò sul circuito di casa a Kerpen. Dopo i successi sui kart Liuzzi passò alla Formula Renault; nel 2001 arrivò secondo in Formula Renault tedesca, mentre l'anno successivo corse in F3 tedesca, giungendo nono e partecipando anche ad una gara di F3 italiana, che tra l'altro vinse. Il 2003 vide il passaggio del pilota pugliese all'International Formula 3000, dove giunse quarto, mentre l'anno seguente riuscì a vincere.

### Formula 1

#### 2005: Red Bull

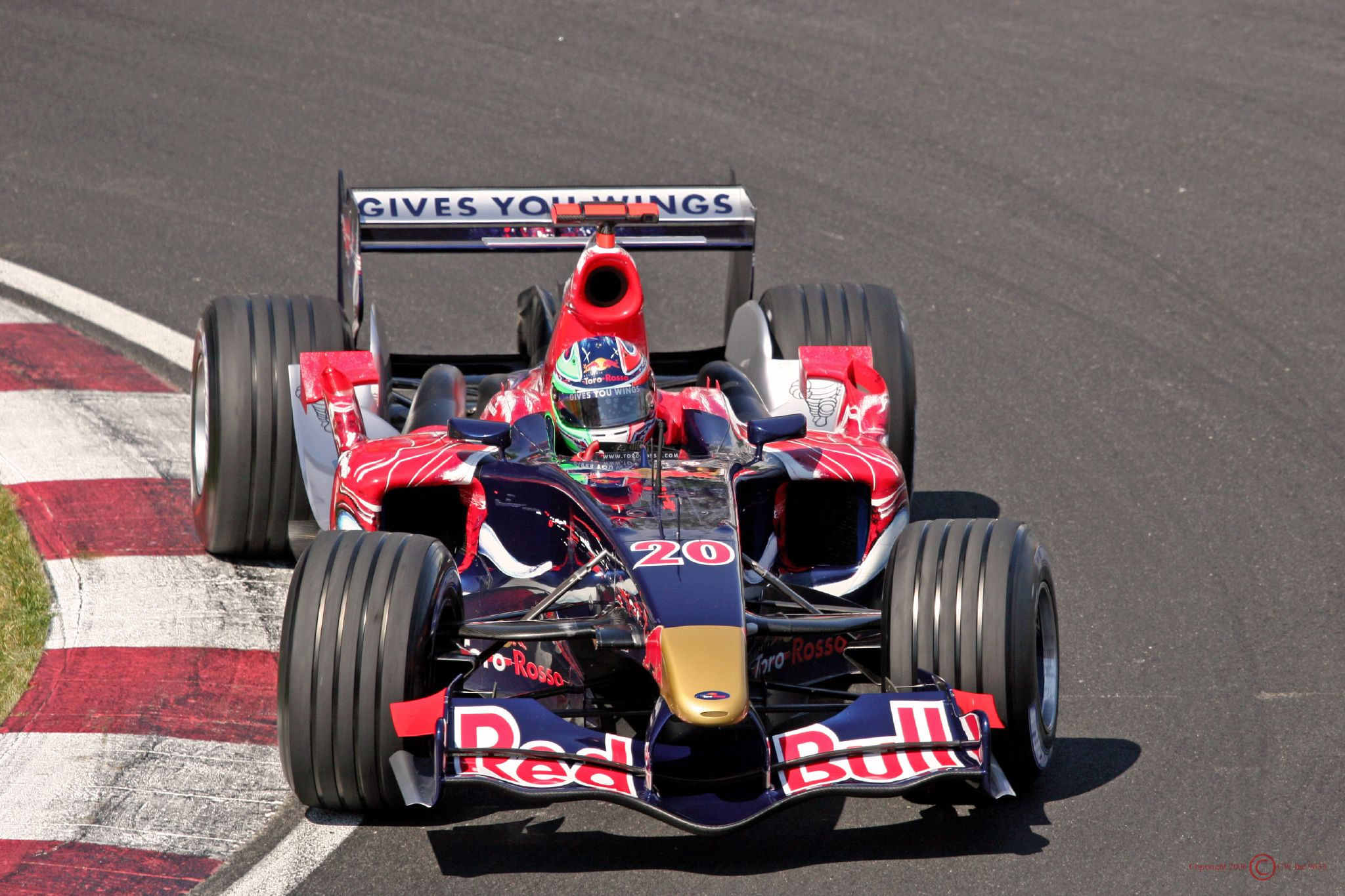
Liuzzi con la sua Toro Rosso al Gran Premio del Canada 2006

Nel 2004 venne assunto dalla Red Bull come terzo pilota; l'anno successivo, alternandosi alla guida con Christian Klien, esordì con la scuderia austriaca nel Gran Premio di San Marino 2005, dove giunse ottavo ottenendo un punto. Nelle rimanenti gare Liuzzi è stato terzo pilota e riserva; a causa della pressione dello sponsor austriaco, Klien ha disputato infatti molte più gare della metà originariamente pianificata.

#### 2006-2007: Toro Rosso
Dopo l'acquisizione da parte della Red Bull della Minardi, Liuzzi è stato trasferito alla rinominata Toro Rosso di cui è pilota ufficiale nel campionato 2006 e per la quale ha conquistato il primo punto mondiale con un 8º posto al Gran Premio degli Stati Uniti. Confermato dalla Toro Rosso anche per il campionato 2007, nel corso della stagione non ha avuto molta fortuna ed è stato costretto a molti ritiri a causa dell'inaffidabilità della vettura su cui ha corso. In alcune occasioni le responsabilità sono state anche del pilota, come per esempio al Gran Premio del Canada quando, mentre era quarto, ha urtato un muretto ed è stato costretto al ritiro. Nel Gran Premio di Cina a Shanghai è giunto al 6º posto ed ha conquistato i primi punti della stagione. Nonostante questo risultato positivo, Liuzzi non è stato confermato dalla Toro Rosso.

#### 2009-2010: Force India

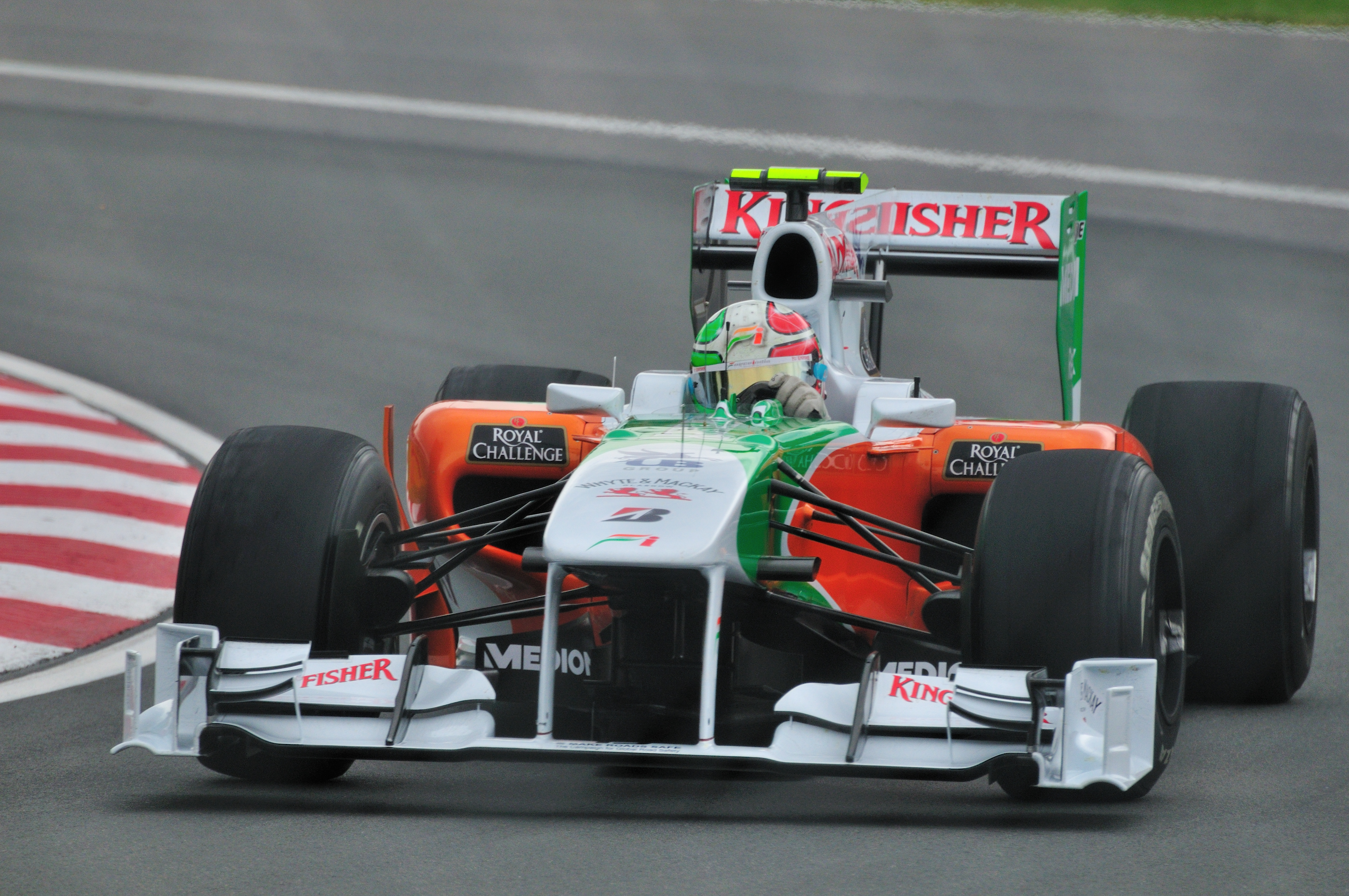
Liuzzi al Gran Premio del Canada 2010

Per il campionato 2008 è stato ingaggiato dalla Force India come collaudatore; dal Gran Premio d'Italia 2009 sostituisce Giancarlo Fisichella come pilota ufficiale alla Force India in seguito al passaggio di quest'ultimo alla Ferrari. Il suo ritorno alle gare dopo due anni è positivo ma sfortunato; nelle qualifiche ottiene una buonissima settima piazza confermando così i progressi della scuderia anglo-indiana, ma proprio mentre in gara era quarto Liuzzi è stato costretto al ritiro per problemi meccanici. Nello stesso anno è stato chiamato dal Team Italy per correre i due eventi conclusivi della stagione 2008-2009 della serie A1 Grand Prix. È stato confermato dalla Force India anche per il campionato 2010 assieme al compagno di squadra Adrian Sutil. La stagione è però poco positiva, il pilota italiano viene spesso messo in ombra dal compagno di squadra (anche a causa di malfunzionamenti continui del sistema F-DUCT sulla sua vettura che la Force India teneva nascosti, come dichiarato dal pilota italiano in varie interviste) ⧼citoid-citefromiddialog-mode-https://www.youtube.com/watch?v=_g1BhNxogQA⧽ed è spesso coinvolto in incidenti; nonostante tutto Liuzzi chiude l'anno in quindicesima posizione assoluta, la migliore della sua carriera in termini realizzativi, con ventuno punti ed un sesto posto ottenuto nel Gran Premio di Corea come miglior risultato. Nonostante il contratto con la Force India avesse durata biennale, la squadra indiana non lo ha confermato per il campionato 2011, preferendogli Paul di Resta.

#### 2011: HRT

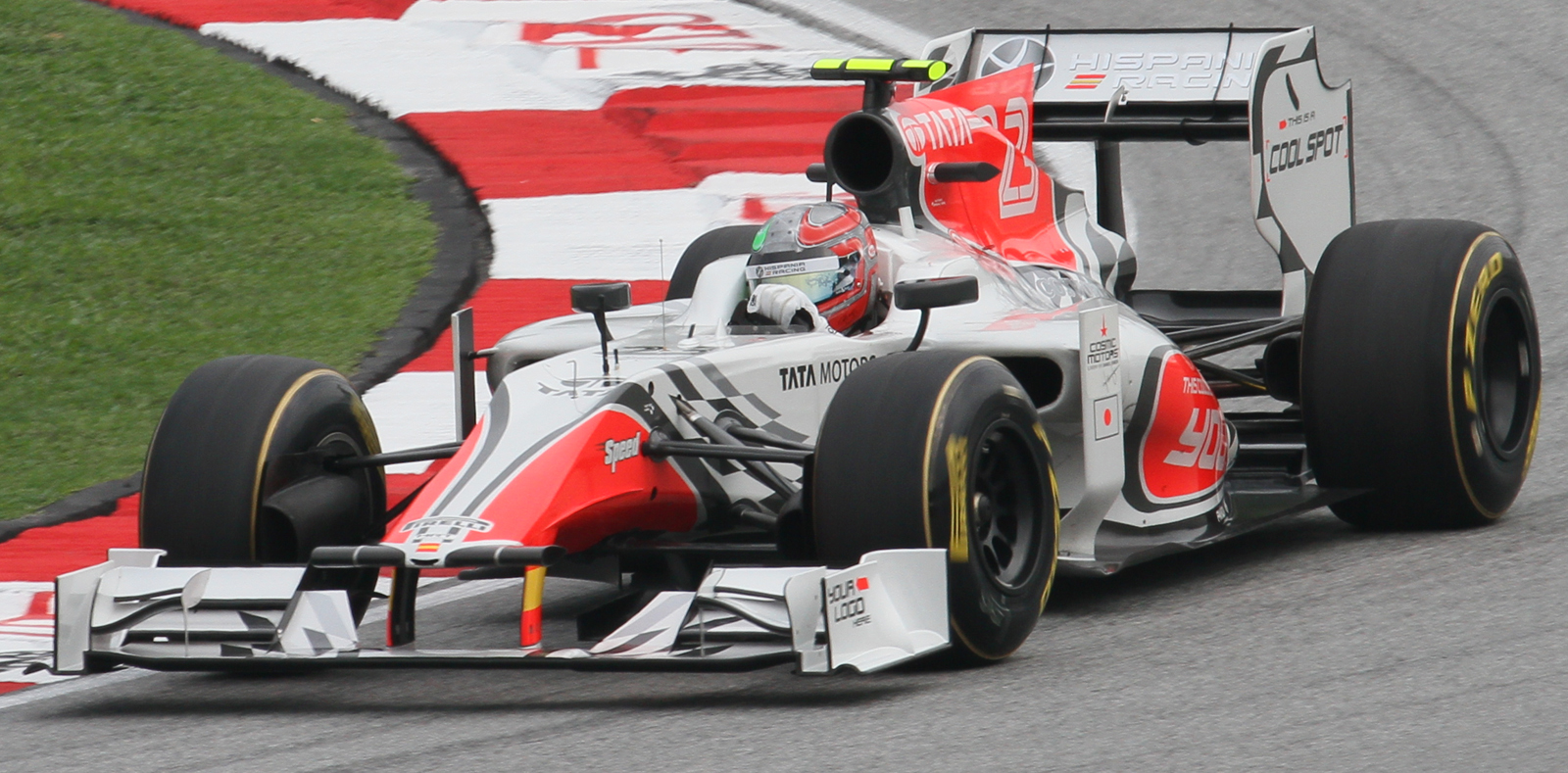
Liuzzi in Malesia, a bordo della sua HRT.

Nel 2011 viene ingaggiato dalla HRT; per la prima volta nella sua carriera, non riesce a qualificarsi in un gran premio, infatti in Australia né lui né il compagno di squadra Narain Karthikeyan riescono a scendere oltre il limite del 107%. Però, al Gran Premio del Canada l'italiano centra il miglior risultato nella storia del team giungendo tredicesimo. Al Gran Premio d'Italia è protagonista di uno spettacolare incidente: alla frenata della prima curva, l'italiano perde il controllo della sua vettura e sbanda coinvolgendo altre 5 vetture, per fortuna senza conseguenze per i piloti. Solo per il Gran Premio d'India viene sostituito da Karthikeyan, il quale nei gran premi precedenti aveva a sua volta lasciato il posto a Daniel Ricciardo. Nel 2012 viene confermato dalla HRT come terzo pilota.

### Dopo la Formula 1

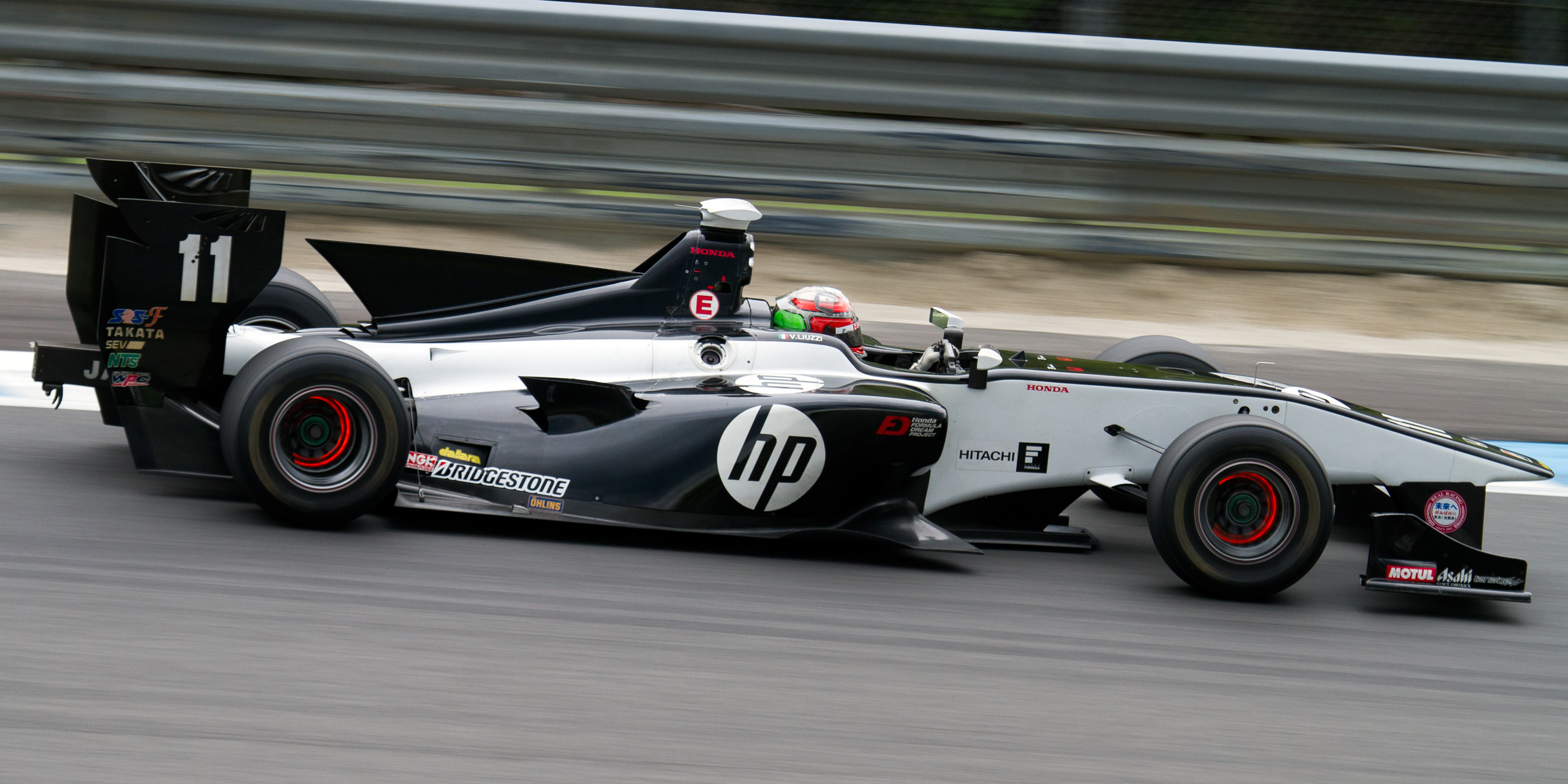
Liuzzi impegnato in una gara di Super Formula.

Terminata l’esperienza in Formula 1, nel 2012 prende parte al campionato Superstars Series con una Mercedes C63 AMG del team CAAL Racing, giungendo al secondo posto in classifica nell'anno d'esordio; nello stesso anno prende parte a quattro gare del mondiale Endurance con il team Lotus. Nel 2013 corre nuovamente nel Superstars Series sempre al volante di una Mercedes C63 AMG con il team Romeo Ferraris, piazzandosi terzo; partecipa anche a sei gare del mondiale Endurance sempre con il team Lotus. Nel 2014 corre in Giappone sia la Super Formula che il Super GT.

### Formula E

#### 2014-2015: Trulli GP
Nel 2015 corre la seconda parte del primo campionato di Formula E (per il Trulli GP), dove giunge a punti nell'E-Prix di Berlino, dopo aver occupato anche la 5ª posizione. Viene confermato anche per la stagione successiva, anno in cui i team potranno costruire il proprio propulsore.

#### 2015-2016
Nei test prestagionali la vettura del Team Trulli si rivela poco affidabile, permettendo a Liuzzi di scendere in pista solo nell'ultima sessione di test. Nella gara inaugurale della stagione Liuzzi non riesce a prendere il via della corsa a causa di alcuni problemi burocratici che non hanno permesso al team di assemblare in tempo le vetture, mentre nella seconda a fermare il team sono state le verifiche tecniche. Dopo quest'altro il team italiano annuncia il ritiro dalla Formula E e anche Liuzzi esce di scena.

### International GT Open
Nel 2017 partecipa all'International GT Open con la Lamborghini del FFF Racing Team by ACM. Da lì in poi, non ha più partecipato a nessuna gara e dal Gran Premio di Gran Bretagna 2019 ricopre il ruolo di commissario aggiunto delle gare di F1.

## Risultati sportivi

### Euro Formula 3000
| Anno | Squadra                    | 1     | 2       | 3     | 4       | 5     | 6     | 7     | 8     | 9     | 10    | Posizione | Punti |
| ---- | -------------------------- | ----- | ------- | ----- | ------- | ----- | ----- | ----- | ----- | ----- | ----- | --------- | ----- |
| 2003 | Red Bull Junior Team F3000 | IMO 4 | CAT Rit | A1R 4 | MON Rit | NÜR 2 | MAG 4 | SIL 3 | HOC 4 | HUN 9 | MNZ 4 | 4º        | 39    |
| 2004 | Arden International        | IMO 1 | CAT 1   | MON 1 | NÜR 11  | MAG 1 | SIL 1 | HOC 1 | HUN 2 | SPA 2 | MNZ 1 | 1º        | 86    |

### Formula 1
| 2005 | Scuderia | Vettura |    |    |    |   |     |     |   |  |  |    |    |    |    |    |    |    |    |    |    | Punti | Pos. |
| ---- | -------- | ------- | -- | -- | -- | - | --- | --- | - |  |  | -- | -- | -- | -- | -- | -- | -- | -- | -- | -- | ----- | ---- |
| 2005 | Red Bull | RB1     | TP | TP | TP | 8 | Rit | Rit | 9 |  |  | TP | TP | TP | TP | TP | TP | TP | TP | TP | TP | 1     | 24º  |

| 2006 | Scuderia   | Vettura |    |    |     |    |     |    |    |    |    |   |    |    |     |     |    |    |    |    |  | Punti | Pos. |
| ---- | ---------- | ------- | -- | -- | --- | -- | --- | -- | -- | -- | -- | - | -- | -- | --- | --- | -- | -- | -- | -- |  | ----- | ---- |
| 2006 | Toro Rosso | STR1    | 11 | 11 | Rit | 14 | Rit | 15 | 10 | 13 | 13 | 8 | 13 | 10 | Rit | Rit | 14 | 10 | 14 | 13 |  | 1     | 19º  |

| 2007 | Scuderia   | Vettura |    |    |     |     |     |     |    |     |    |     |     |    |    |    |   |   |    |  |  | Punti | Pos. |
| ---- | ---------- | ------- | -- | -- | --- | --- | --- | --- | -- | --- | -- | --- | --- | -- | -- | -- | - | - | -- |  |  | ----- | ---- |
| 2007 | Toro Rosso | STR2    | 14 | 17 | Rit | Rit | Rit | Rit | 17 | Rit | 16 | Rit | Rit | 15 | 17 | 12 | 9 | 6 | 13 |  |  | 3     | 18º  |

| 2009 | Scuderia    | Vettura |  |  |  |  |  |  |  |  |  |  |  |  |     |    |    |    |    |  |  | Punti | Pos. |
| ---- | ----------- | ------- |  |  |  |  |  |  |  |  |  |  |  |  | --- | -- | -- | -- | -- |  |  | ----- | ---- |
| 2009 | Force India | VJM02   |  |  |  |  |  |  |  |  |  |  |  |  | Rit | 14 | 14 | 11 | 15 |  |  | 0     | 22º  |

| 2010 | Scuderia    | Vettura |   |   |     |     |    |   |    |   |    |    |    |    |    |    |     |     |   |     |     | Punti | Pos. |
| ---- | ----------- | ------- | - | - | --- | --- | -- | - | -- | - | -- | -- | -- | -- | -- | -- | --- | --- | - | --- | --- | ----- | ---- |
| 2010 | Force India | VJM03   | 9 | 7 | Rit | Rit | 15 | 9 | 13 | 9 | 16 | 11 | 16 | 13 | 10 | 12 | Rit | Rit | 6 | Rit | Rit | 21    | 15º  |

| 2011 | Scuderia | Vettura |    |     |    |    |     |    |    |    |    |     |    |    |     |    |    |    |  |    |     | Punti | Pos. |
| ---- | -------- | ------- | -- | --- | -- | -- | --- | -- | -- | -- | -- | --- | -- | -- | --- | -- | -- | -- |  | -- | --- | ----- | ---- |
| 2011 | HRT      | F111    | NQ | Rit | 22 | 22 | Rit | 16 | 13 | 23 | 18 | Rit | 20 | 19 | Rit | 20 | 23 | 21 |  | 20 | Rit | 0     | 23º  |

| Legenda | 1º posto     | 2º posto | 3º posto    | A punti         | Senza punti/Non class.  | Grassetto – Pole position Corsivo – Giro più veloce |
| Legenda | Squalificato | Ritirato | Non partito | Non qualificato | Solo prove/Terzo pilota | Grassetto – Pole position Corsivo – Giro più veloce |

### Endurance
| Anno | Squadra       | Classe | Telaio      | Motore              | 1       | 2       | 3   | 4       | 5       | 6      | 7       | 8       | Posizione | Punti |
| ---- | ------------- | ------ | ----------- | ------------------- | ------- | ------- | --- | ------- | ------- | ------ | ------- | ------- | --------- | ----- |
| 2012 | Lotus         | LMP2   | Lola B12/80 | Lotus 3.6 L V8      | SEB     | SPA     | LMS | SIL Rit | SÃO 13  | BHR 9  | FUJ 12  | SHA     | 59º       | 3     |
| 2013 | Lotus         | LMP2   | Lotus T128  | Praga Judd 3.6 L V8 | SIL Rit | SPA 6   | LMS | SÃO     | COA DNS | FUJ 10 | SHA Rit | BHR Rit | 25º       | 8     |
| 2015 | Team ByKolles | LMP1   | CLM P1/01   | AER P60 Turbo V6    | SIL Rit | SPA Rit | LMS | NÜR     | COA     | FUJ    | SHA     | BHR     | NC*       | 0*    |

### Super Formula
| Anno | Squadra        | 1     | 2     | 3      | 4       | 5      | 6       | 7       | 8      | 9      | Posizione | Punti |
| ---- | -------------- | ----- | ----- | ------ | ------- | ------ | ------- | ------- | ------ | ------ | --------- | ----- |
| 2014 | HP Real Racing | SUZ 8 | FUJ 8 | FUJ 10 | FUJ Rit | MOT 14 | AUT Rit | SUG Rit | SUZ 15 | SUZ 11 | 16º       | 1.5   |

### Formula E
| Anno    | Team      | Vettura                | 1      | 2      | 3   | 4   | 5      | 6      | 7      | 8     | 9      | 10  | 11  | Posizione | Punti |
| ------- | --------- | ---------------------- | ------ | ------ | --- | --- | ------ | ------ | ------ | ----- | ------ | --- | --- | --------- | ----- |
| 2014-15 | Trulli GP | Spark-Renault SRT 01E  | PEC    | PUT    | PDE | BNA | MIA 16 | LBH 13 | MON NC | BER 9 | MOS 17 | LON | LON | 23º       | 2     |
| 2015-16 | Trulli GP | Spark-Motomatica JT-01 | PEC NA | PUT NA | PDE | BNA | MEX    | LHB    | PAR    | BER   | LON    | LON |     | NC        | 0     |